# Робърт Бърд
Робърт Карлайл Бърд (на английски: Robert Carlyle Byrd) е американски политик от Демократическата партия.
Той е човекът, най-дълго заемал поста сенатор (1959 – 2010) и член на Конгреса (1953 – 2010) в американската история.

## Биография
Роден е в Северен Уилксбъро, Северна Каролина на 20 ноември 1917 г. Член на Ку Клукс Клан през 1940-те години, избран за депутат в парламента на Западна Вирджиния през 1946 г. От 1953 г. е член на федералната Камара на представителите, а от 1959 г. – на Сената. От 1977 до 1989 г. оглавява групата на Демократическата партия в Сената, а след това на няколко пъти е временен председател на Сената.
Робърт Бърд умира във Фолс Чърч, Вирджиния на 28 юни 2010 г.